# Древнеримская армия
Древнеримская армия (лат. exercitus, ранее — classis) — регулярное войско Древнего Рима, один из основных элементов римского общества и государства.
Октавиан Август к 14 году нашей эры сократил армию до 28 легионов. Во время расцвета Древнего Рима общая численность армии обычно составляла до 100 тыс. человек, но при необходимости могла быть увеличена до 250—300 тыс. человек и более. После реформ Диоклетиана и Константина численность римской армии достигла 600—650 тысяч человек, из которых 200 тысяч составляла полевая армия, а остальное — гарнизоны. По некоторым данным в эпоху Гонория списочная численность войск обеих частей римской империи составляла 900 000—1 000 000 солдат (хотя в реальности армия была меньше).
Этнический состав римской армии менялся с течением времени: в I в. н. э. она была преимущественно армией римлян, в конце I — начале II в. армией италиков, но уже в конце II — начале III в. н. э. превратилась в армию романизированных варваров, оставшись «римской» лишь по названию. По другим данным, если в I в. до н. э. в армии служили в основном выходцы с Апеннинского полуострова, то уже в I в. н. э. численность выходцев с Апеннинского полуострова в армии резко сократилась, а численность выходцев из романизированных сенатских провинций (Азия, Африка, Бетика, Македония, Нарбонская Галлия и др.) выросла. Римская армия имела лучшее для своего времени вооружение, опытный и хорошо подготовленный командный состав, отличалась жёсткой дисциплиной и высоким военным искусством полководцев, применявших самые совершенные способы ведения боевых действий, добиваясь полного разгрома противника.
Основным родом войск являлась пехота. Кавалерия выполняла вспомогательную функцию. Флот обеспечивал действия сухопутных войск на приморских направлениях и переброску армий на территорию противника по морю. Значительное развитие получило военно-инженерное дело, устройство полевых лагерей, умение совершать быстрые переходы на большие расстояния, искусство осады и обороны крепостей.

## Организационная структура

### Боевые единицы
Основной организационной и тактической единицей армии являлся легион. Со второй половины IV века до н. э. легион состоял из 10 манипул (пехота) и 10 турм (конница), с первой половины III века до н. э. — из 30 манипул (каждая из которых делилась на две центурии) и 10 турм. Всё это время численность его оставалась неизменной — 4,5 тыс. человек, включая 300 всадников. Тактическое разделение легиона обеспечивало высокую манёвренность войск на поле боя. Со 107 года до н. э. в связи с переходом от милиционной к профессиональной наёмной армии легион стал делиться на 10 когорт (каждая из которых объединяла три манипулы). В состав легиона также входили стенобитные и метательные машины и обоз. В I веке н. э. численность легиона достигла почти 7 тыс. человек (в том числе ок. 800 всадников).
Почти во все периоды структура легион включала следующие подразделения:
- контуберний — 8—10 чел.; До Гая Юлия Цезаря в состав контуберния входило 10 солдат, после — 8.
- центурия — 60—100[5] чел. Центурия состояла из десяти контуберниев.
- манипула — 120—200 чел.; Манипула состояла из двух центурий.
- когорта — ок. 960 чел. в первой и 480 в остальных.

Под понятием signum понимались или манипулы, или центурии.
Вексилляциями назывались отдельные отряды, которые выделялись из какого-либо подразделения, например легиона. Так, вексилляцию могли отправить на помощь другому подразделению или же на постройку моста.

### Преторианцы
Элитным подразделением римской армии была преторианская гвардия, выполнявшая роль охраны императора и дислоцировавшаяся в Риме. Преторианцы участвовали во многих заговорах и государственных переворотах.

### Эвокаты
Солдаты, прослужившие свой срок и демобилизованные, но вновь записанные в воинский состав на добровольной основе, в частности по инициативе, например, консула, назывались evocati — букв. «вновь призванные» (при Домициане так назывались охранявшие его спальные покои элитарные стражники всаднического сословия; предположительно подобная охрана сохранила своё название при некоторых последующих императорах, ср. evocati Augusti у Гигина). Обычно они числились в составе почти каждого подразделения, и, видимо, если военачальник был достаточно популярен среди солдат, количество ветеранов такой категории в его войске могло увеличиться. Наряду с вексилляриями evocati были освобождены от ряда воинских обязанностей — укрепления лагеря, прокладки дорог и т. д. и по чину были выше рядовых легионеров, иногда сравнивались со всадниками или даже являлись кандидатами в центурионы. Так например Гней Помпей обещал продвинуть своих бывших evocati до центурионов после завершения гражданской войны, однако в совокупности все evocati не могли быть повышены до этого чина. Всем контингентом evocati командовал обычно отдельный префект (praefectus evocatorum).

### Вспомогательные войска
Вспомогательные войска делились на когорты и алы (в Позднюю Империю их сменяют клинья — cunei).
Иррегулярные войска (numeri) не имели четкого численного состава, так как соответствовали традиционным предпочтениям народов, их составлявших, например mauri (мавры).

## Вооружение
При Сервии Туллии:
- 1-й класс: наступательное — гладий, гаста и дротики (tela), защитное — шлем (galea), панцирь (lorica), бронзовый щит (clipeus) и поножи (ocrea);
- 2-й класс — то же, без панциря и скутум вместо clipeus;
- 3-й класс — то же, без поножей;
- 4-й класс — гаста и пика (verutum).

После реформы Корнелия Сципиона:
- наступательное — испанский меч (gladius hispaniensis)

После реформы Гая Мария:
- наступательное — пилум (особое метательное копье);
- защитное — железная кольчуга (lorica hamata).

При Юлие Цезаре:
- наступательное — кинжал (pugio).

В начале Империи:
- защитное — панцирь лорика сегментата (Lorica Segmentata, сегментированная лорика), поздний пластинчатый доспех из отдельных стальных сегментов. Входит в обиход начиная с I в. Происхождение пластинчатой кирасы не совсем ясно. Возможно, она была заимствована легионерами из вооружения гладиаторов-крупеллариев, участвовавших в мятеже Флора Сакровира в Германии (21 г.).Также в этот период появляются кольчуги (lorica hamata) с двойным кольчужным покрытием на плечах, особенно популярные у кавалеристов. Облегченные (до 5-6 кг) и более укороченные кольчуги находят применение и во вспомогательных пехотных частях. Шлемы так называемого имперского типа.

С середины I века:
- наступательное — «помпейский» меч, утяжелённые пилумы.

Начиная с Северов:
- защитное — чешуйчатый доспех (lorica squamata)

## Униформа
В I—II вв:
- paenula (короткий шерстяной тёмный плащ с капюшоном).

С III в.:
- туника с длинными рукавами, сагум (sagum) — плащ без капюшона, прежде неверно считавшийся классическим римским военным.

## Строй

### Манипулярная тактика
Практически общепринятым является мнение, что в период своего господства этруски ввели фалангу и у римлян, a впоследствии римляне сознательно изменили вооружение и построение. Это мнение основывается на сообщениях о том, что некогда римляне пользовались круглыми щитами и строились фалангой наподобие македонской, однако, в описаниях сражений VI—V вв. до н. э. отчётливо видна доминирующая роль конницы и вспомогательная роль пехоты — первая часто даже располагалась и действовала впереди пехоты.
Примерно начиная с Латинской войны или с более раннего времени римляне начали придерживаться манипулярной тактики. Согласно Ливию и Полибию, она осуществлялась трёхлинейным построением с интервалами (гастаты, принципы и триарии в тыловом резерве), причём манипулы принципов стояли против интервалов между манипулами гастатов.
Легионы располагались рядом друг с другом, хотя в некоторых битвах Второй Пунической войны они стояли один за другим.
Для заполнения слишком расширившихся интервалов при движении по пересечённой местности служила вторая линия, отдельные отряды которой могли вдвигаться в первую линию, а если и этого было недостаточно, использовалась третья линия. При столкновении с противником небольшие сохранившиеся интервалы заполнялись сами собой, вследствие более свободного расположения воинов для удобства использования оружия. Использование второй и третьей линий для обходов вражеских флангов римляне стали применять в конце Второй Пунической войны.
Мнение о том, что римляне при атаке метали пилумы, после чего переходили на мечи и в ходе боя производили смену линий боевого порядка, оспаривалось Дельбрюком, показавшим, что смена линий в ходе ближнего боя мечами невозможна. Это объяснялось тем, что для быстрого и организованного отступления гастатов за принципами манипулы должны быть расставлены с интервалами, равными ширине фронта отдельной манипулы. При этом вступать в рукопашный бой с такими интервалами в линии было бы крайне опасно, так как это позволило бы противнику охватить манипулы гастатов с флангов, что привело бы к скорому поражению первой линии. По мнению Дельбрюка, в действительности смена линий в бою не производилась — интервалы между манипулами были невелики и служили лишь для облегчения маневрирования. Однако при этом большая часть пехоты предназначалась лишь для затыкания разрывов в первой линии. Позже, опираясь в частности на «Записки о галльской войне» Цезаря было вновь доказано обратное, хотя было признано, что она не была слаженными манёврами стройных подразделений.
С другой стороны, даже охваченная со всех сторон манипула гастатов не могла быть быстро уничтожена, и удерживала врага на месте, просто окружив себя щитами со всех сторон (огромный щит легионеров, абсолютно непригодный для индивидуального боя, в строю его надёжно защищал и легионер был уязвим лишь для колющих ударов сверху, либо при ответном ударе), а противник, проникший сквозь промежутки, мог быть просто закидан дротиками (tela) принципов (которые, по всей видимости, были прикреплены к внутренней стороне щита в количестве семи штук), самостоятельно залезая в огневой мешок и не имея никакой защиты от флангового обстрела. Смена линий могла представлять собой отход назад гастатов в ходе метательного боя, либо простое продвижение принципов вперёд, с остающимися на месте гастатами. А вот прорыв сплошного фронта с последующей неразберихой и резнёй беззащитной тяжёлой пехоты, потерявшей строй, был куда опаснее и мог привести к повальному бегству (окружённой же манипуле бежать просто некуда).

### Когортная тактика
Примерно с 80-x гг. до н. э. стала применяться когортная тактика. Причина введения нового построения заключалась в необходимости эффективного противостояния массированному фронтальному натиску, применявшемуся союзом кельто-германских племён. Своё первое применение новая тактика нашла предположительно в Союзнической войне 91 − 88 до н. э. Ко времени Цезаря когортная тактика была уже общепринятой.
Сами когорты строились в шахматном порядке (quincunx), на поле боя могли применяться в частности:
- triplex acies — 3 линии, состоящие из четырёх когорт в 1-й и из трёх во 2-й и 3-й линии на расстоянии 150—200 футов (45-65 метров) друг от друга;
- duplex acies — 2 линии по 5 когорт в каждой;
- simplex acies — 1 линия из 10 когорт.

На марше, обычно на неприятельской территории, они строились четырьмя параллельно идущими колоннами с тем чтобы было легче перестроиться в triplex acies по сигналу тревоги, либо образовывали так называемый orbis («круг»), облегчавший отступление под интенсивным обстрелом.
При Цезаре каждый легион выставлял в первую линию 4 когорты, a во вторую и третью — 3. Когда когорты стояли сомкнутым строем, расстояние, отделявшее одну когорту от другой, равнялось длине когорты по фронту. Этот промежуток уничтожался, как только ряды когорты развёртывались для боя. Тогда когорта растягивалась по фронту почти вдвое по сравнению с обычным строем.
Взаимодействия когорт, по причине большей численности отдельного отряда и упрощённости маневрирования, не предъявляли столь высоких требований к индивидуальной подготовке каждого легионера.

## Боевые награды (dona militaria)
Офицерские:
- венки (coronae);
- декоративные копья (hastae purae);
- флажки (vexilla).

Солдатские:
- ожерелья (torques);
- фалеры (phalerae);
- браслеты (armillae).

## Дисциплина
Помимо учебного муштрования, поддержание железной дисциплины обеспечило, в целом, высокую боеготовность и моральный потенциал римской армии на протяжении более, чем тысячелетнего её существования.
С большей или меньшей периодичностью в качестве дисциплинарных наказаний применялись:
- замена пшеницы на ячмень в пайке;
- денежный штраф или частичная конфискация добытых трофеев (pecuniaria multa);
- временная изоляция от сослуживцев или временное удаление из лагеря;
- временное лишение оружия;
- военные упражнения с поклажей;
- несение караула без военной одежды или даже без калиг;
- знаменитая порка (castigatio) центурионами легионеров виноградной лозой или, что было суровее и позорнее, розгами;
- сокращение жалованья (aere dirutus);
- исправительные работы (munerum indictio);
- публичная порка перед центурией, когортой или целым легионом (animadversio fustium);
- разжалование по чину (gradus deiectio) или по роду войска (militiae mutatio);
- позорное увольнение со службы (missio ignominiosa), которое иногда постигало целые отряды;
- 3 вида казни: для солдат — фустуарий (по Колобову, так называлась казнь при децимации, тогда как понятие decimatio обозначало вид жеребьёвки), для центурионов — сечение розгами и обезглавливание, и казни по жребию (децимация, вицезимация и центезимация).

В начале III века до н. э. был принят закон о смертной казни для уклонявшихся от военной службы. При 
Вегеции о казнях возвещал особый сигнал трубы — classicum.
Также за плохое несение ночной стражи, воровство, лжесвидетельство и нанесение себе увечий солдат могли прогнать сквозь строй их товарищей, вооружённых дубинками и страх перед этим вызывал действенный эффект.
Роспуск легиона применялся к мятежным (по политическим причинам или из-за понижения зарплаты) войскам, да и то очень редко: примечателен созданный в 68 году мятежным наместником Африки Луцием Клодием Макром легион I Macriana Liberatrix, в котором Гальба перед расформированием казнил весь командный состав. Тем не менее, главнокомандующие даже при императорах пользовались неограниченной карательной властью, кроме высших офицеров, которых они до тех пор могли также присуждать к смертной казни. По постановлению императора Августа, они были лишены такого права.
Различные наказания (штраф, конфискация имущества, тюремное заключение, в некоторых случаях — продажа в рабство) могли быть наложены также, если при мобилизации юноши и мужчины от 17 до 46 лет, например, не записались в войско.
Предотвращением и подавлением бунтов в армии в имперский период, помимо командиров, занимались фрументарии, которые следили за политической благонадёжностью солдат, и бенефициарии, выполнявшие также функции военной полиции.
С другой стороны, часто применялись и неписаные наказания. Так, во время Латинской войны в 340 году до н. э. сын действующего консула Тита Манлия Торквата за поединок вне строя, несмотря на многочисленные просьбы, был обезглавлен по приказу собственного отца; тем не менее, позднее это заставило солдат более внимательно относиться, в частности, даже к дневным и ночным караулам.
Август за некоторые нарушения мог заставить стоять солдата целый день перед палаткой претория в одной тунике с держанием палисадных кольев.
Прославившийся дисциплинарной жестокостью Опилий Макрин, помимо децимации и центезимации (даже слово «centesimare» принадлежало ему) из-за мятежей распинал собственных нерадивых воинов, что с военно-юридической точки зрения было нонсенсом.
А Песценний Нигер во время одной кампании заменил серебряную походную посуду на деревянную, булки на сухари, а вино на уксус и хотел даже обезглавить 10 солдат из одной манипулы за то, что те украли и съели курицу, но вместо этого ввёл для них суровые наказания: десятикратная компенсация стоимости курицы и запрещение питания горячей едой и разведения огня в своей палатке во время всего похода, за чем должны были следить приставленные надсмотрщики. Помимо этого он распорядился, чтобы солдаты при походах не брали даже золотые или серебряные монеты, а сдавали их в военную казну для обратного получения после кампании.
Аврелиан отличался не меньшей суровостью: за прелюбодеяние с женой арендатора он разорвал солдата на верхушках двух, пригнутых к земле, деревьев и к тому же написал такое письмо одному из помощников:

Если ты хочешь быть трибуном или если, попросту говоря, хочешь жить, то сдерживай своих солдат. Пусть никто из них не украдёт чужой курицы, не тронет чужой овцы; пусть никто не унесёт кисти винограда, хлебного колоса, не требует себе масла, соли, дров. Пусть всякий довольствуется своей законной порцией… Пусть оружие у них будет вычищено, отточено, обувь крепка… Пусть жалованье у солдата остается в поясе, а не в кабаке… Пусть он холит своего коня и не продаёт его корма; пусть все солдаты сообща ходят за центурионным мулом. Пусть солдаты… ничего не дают гадателям… кляузники пусть подвергаются побоям…

## Медицинская служба
В различные периоды существовало 8 должностей военного медперсонала:
- medicus castrorum — лагерный врач, подчинялся префекту лагеря (praefectus castrorum), а в его отсутствие — легионному трибуну;
- medicus legionis, medicus cohortis, optio valetudinarii — последний — заведующий военным госпиталем (валетудинарием), все 3 должности существовали лишь при Траяне и Адриане;
- medicus duplicarius — врач на двойной зарплате;
- medicus sesquiplicarius — врач на полуторной зарплате;
- capsarius (deputatus, eques capsariorum) — конный санитар с походной аптечкой (capsa) и с седлом с 2 стременами на левой стороне для эвакуации раненых, входил в отряд из 8-10 чел.; предположительно могли набираться из числа так наз. immunes;
- medicus ordinarius (miles medicus) — рядовой врач или штабной хирург, в каждой когорте их было 4.

Учащийся назывался discens capsariorum.
Набор мог быть обычным, из новобранцев, из квалифицированных медиков по договору, из рабов, которых потом отпускали или, в экстренных случаях, обязательный, из гражданских лиц.

## Первоисточники
- Флавий Вегеций Ренат. «Краткое изложение военного дела».
- Цезарь. «Записки о Галльской войне». «Записки о Гражданской войне».
- Аппиан. «Гражданские войны». «Сирийские войны». «Пунические войны». «Митридатовы войны». «Иллирийские войны», «Македонские войны».
- Иосиф Флавий. «Иудейская война».
- Луций Анней Флор. «Две книги римских войн».
- Гай Саллюстий Крисп. «Югуртинская война».
- Флавий Арриан. «Диспозиция против аланов».
- Секст Юлий Фронтин. «Стратагемы».
- Аноним. «Александрийская война».
- Аноним. «Африканская война».
- Аноним. «Записки о войне в Испании».
- Notitia Dignitatum
- Tabulae Vindolandae

Неспециализированные первоисточники см. здесь.

### На русском языке
- Римское войско // Энциклопедический словарь Брокгауза и Ефрона : в 86 т. (82 т. и 4 доп.). — СПб., 1890—1907.
- Банников А. В. Римская армия в IV столетии от Константина до Феодосия. — СПб.: СПбГУ; Нестор-История, 2011. — 264 с. — (Historia Militaris). — ISBN 978-5-8465-1105-7.
- Боэк Ян ле. Римская армия эпохи Ранней Империи. — М.: РОССПЭН, 2001. — 400 с. — ISBN 5-8243-0260-X.
- Ван Берхэм Дж. Римская армия в эпоху Диоклетиана и Константина / Пер. с англ. А. В. Банникова. — СПб.: Изд-во СПбГУ; Акра, 2012. — 192 с.: ил. — (Res Militaris). — ISBN 5-288-03711-6.
- Вэрри Джон. Войны античности. От греко-персидских войн до падения Рима / Пер. с англ. Т. Баракиной, А. Никитиной, Е. Никитиной и др. — М.: Эксмо, 2009. — 2-е изд. — 232 с.: ил. — (Военная история человечества). — ISBN 978-5-699-30727-2.
- Голыженков И. А., Пархаев О. Армия императорского Рима. I—II вв. н. э. — М.: ООО «АСТ»; Астрель, 2001. — 50 с.: ил. — (Военно-историческая серия «Солдатъ»). — ISBN 5-271-00592-5.
- Д’Амато Рафаэлле. Воин Рима. Эволюция вооружения и доспехов 112 г. до н. э. — 192 г. н. э. / Пер. с итал. А. З. Колина. — М.: Эксмо, 2012. — 344 с.: ил. — (Военная история человечества). — ISBN 978-5-699-52194-4.
- Дандо-Коллинз Стивен. Легионы Рима. Полная история всех легионов Римской Империи / Пер. с англ. Н. Ю. Живловой. — М.: ЗАО «Центрполиграф», 2013. — 640 с.: ил. — ISBN 978-5-227-04005-3.
- Кован Росс. Римские легионеры. 58 г. до н. э. — 69 г. н. э. / Пер. с англ. Н. А. Феногенова. — М.: ООО «АСТ», Астрель, 2005. — 72 с.: ил. — (Элитные войска). — ISBN 5-17-027924-8.
- Конноли Питер. Греция и Рим. Энциклопедия военной истории / Пер. с англ. С. Лопуховой, А. С. Хромовой. — М.: Эксмо-Пресс, 2000. — 320 с.: ил. — ISBN 5-04-005183-2.
- Макнаб Крис. Римская армия. Величайшая военная машина в истории / Пер. с англ. В. Л. Силаевой. — М.: Эксмо, 2014. — 272 с.: ил. — (Иллюстрированная история военного искусства). — ISBN 978-5-699-74397-1.
- Маттезини Сильвано. Римские легионы. Все о самой мощной армии Древнего мира / Пер. с итал. И. Е. Андронова. — М.: Астрель, 2012. — 216 с.: ил. — ISBN 978-5-271-38826-2.
- Маттезини Сильвано. Воины Рима. 1000 лет истории. Организация. Вооружение. Битвы / Пер. с итал. И. Е. Андронова. — М.: ООО «АСТ»; ОГИЗ, 2013. — 216 с.: ил. — ISBN 978-5-17-081614-9.
- Махлаюк А. В. Армия Римской империи. Очерки традиции и ментальности. — Ниж. Новгород: Изд-во Нижегород. госуд. ун-та им. Н. И. Лобачевского, 2000. — 236 с. — ISBN 5-85746-398-X.
- Махлаюк А. В. Римские войны. Под знаком Марса. — М.: ЗАО «Центрполиграф», 2003. — 448 с.: ил. — (Загадки истории). — ISBN 5-9524-0401-4.
- Махлаюк А. В. Солдаты Римской Империи. Традиции военной службы и воинская ментальность. — СПб.: Изд-во СПбГУ; Акра, 2006. — 440 с.: ил. — (Исторические исследования). — ISBN 978-5-84-650-624-4.
- Махлаюк А. В., Негин А. Е. Римские легионы. Самая полная иллюстрированная энциклопедия. — М.: Эксмо, 2018. — 416 с.: ил. — (Лучшие воины в истории). — ISBN 978-5-04-089212-9.
- Паркер Генри Майкл. История легионов Рима. От военной реформы Гая Мария до восхождения на престол Септимия Севера / Пер. с англ. Л. А. Игоревского. — М.: ЗАО «Центрполиграф», 2017. — 224 с.: ил. — (Всемирная история). — ISBN 978-5-9524-5272-5.
- Токмаков В. Н. Армия и государство в Риме: от эпохи царей до Пунических войн. Уч. пособ. — М.: ИВИ РАН, 2007. — 264 с. — ISBN 978-5-98227-147-1.
- Уотсон Джордж. Римский воин / Пер. с англ. А. Л. Андреева. — М.: ЗАО «Центрполиграф», 2009. — 208 с.: ил. — (Хроники военных сражений). — ISBN 978-5-9524-4708-0.

### На английском языке
- Birley, Eric. The Roman Army: Papers, 1929—1986
- Brunt, P. A. Italian Manpower, 225 B.C.—A. D. 14
- Campbell, Brian. The Emperor and the Roman Army, 31 B.C.-A.D. 235 ; The Roman Army: 31 B.C.-A.D. 337; Warfare and Society in Imperial Rome, 31 B. C. — A. D. 280
- Connolly, Peter. Greece and Rome at War
- DeBlois, Lukas. Army and Society in the Late Roman Republic; The Roman army and politics in the first century B.C.
- Erdkamp, P. Hunger and the Sword. Warfare and Food Supply in Roman Republican Wars (264—30 B.C.)
- Gabba, Emilio. Republican Rome. The Army and the Allies
- Gilliam, J. Frank. Roman Army Papers
- Gilliver, C. M. The Roman Art of War
- Goldsworthy, Adrian Keith. Roman Warfare
- Grant, Michael, The History of Rome, Faber and Faber, 1993, ISBN 0-571-11461-X
- Isaac, Benjamin. The Limits of Empire. The Roman Army in the East
- Keppie, Lawrence, The Making of the Roman Army
- Le Bohec, Yan. The Imperial Roman Army
- MacMullen, Ramsay. How Big was the Roman Army?
- Mattern, Susan P., Rome and the Enemy. Roman Imperial Strategy in the Principate
- Peddie, John. The Roman War Machine
- Webster, Graham. The Roman Imperial Army
- Kuenzl, E. The medical supply of the Roman army

### На других языках
- Aigner, H. Die Soldaten als Machtfaktor in der ausgehenden römischen Republik
- Dabrowa, E. Rozwój i organizacja armii rzymskiej (do początku III wieku n.e.)